# Filip Mladenović
Filip Mladenović (serbisch-kyrillisch Филип Младеновић; * 15. August 1991 in Čačak, SR Serbien, SFR Jugoslawien) ist ein serbischer Fußballspieler.

## Karriere

### Vereine
Mladenović begann seine Karriere beim FK Borac Čačak, für den er im Oktober 2010 in der SuperLiga debütierte. Im Dezember 2011 wechselte er zum Ligakonkurrenten FK Roter Stern Belgrad. Im November 2013 wurde sein Vertrag aufgelöst. Im März 2014 wechselte er nach Belarus zu BATE Baryssau.
Zur Rückrunde der Saison 2015/16 wechselte Mladenović in die Bundesliga zum 1. FC Köln. Er erhielt einen Vertrag bis zum 30. Juni 2019.
Nach einem Jahr in Köln wechselte Mladenović zum 1. Januar 2017 nach Belgien zu Standard Lüttich, wo er einen Vertrag bis Sommer 2021 besaß. Nachdem er dort nicht oft im Kader stand, erfolgte Ende Januar 2018 der Wechsel zum polnischen Erstligisten Lechia Gdańsk. In der Saison 2018/19 gewann er mit dem Verein den nationalen Pokal. 2020 wechselte er in die polnische Hauptstadt zu Legia Warschau. Nach drei Jahren wechselte er im Sommer 2023 zu Panathinaikos Athen.

### Nationalmannschaft
Mladenović wurde 2012 erstmals für die Nationalmannschaft nominiert. Sein Debüt gab er am 31. Mai im Testspiel gegen Frankreich (0:2) in Reims.

## Erfolge
- Serbischer Pokalsieger: 2012
- Serbischer Meister: 2014
- Belarussischer Meister: 2014, 2015
- Polnischer Meister: 2021
- Belarussischer Superpokalsieger: 2014, 2015
- Belarussischer Pokalsieger: 2015
- Polnischer Pokalsieger: 2019, 2023
- Griechischer Pokal: 2024